# Georgia Lock
Georgia Nathalie Lock (* 25. Oktober 1996) ist eine britische Schauspielerin.

## Leben
Georgia Lock wuchs in Buckinghamshire auf. Von 2011 bis 2013 verkörperte sie in der CBBC-Serie Sadie J die Titelrolle der Sadie Jenkins. Ab 2011 präsentierte sie außerdem die CBBC-Sendung Friday Download. In der Mini-Serie Evermoor sowie der Fortsetzung The Evermoor Chronicles des britischen Disney Channel war sie von 2014 bis 2017 als Bella Crossley zu sehen.
2014 spielte sie in der Mini-Serie 5 Aside die Rolle der Suzi Randall, im Folgejahr verkörperte sie im Kinofilm Social Suicide von Bruce Webb die Rolle der Rozi und präsentierte die Sendung First Class Chefs des Disney Channels. In der Zeichentrickserie Sadie Sparks des Disney Channels lieh sie 2019 der Titelfigur die Stimme. Im Kinofilm Me, Myself and Di (2021) von Chris Green war sie als Araminta zu sehen. Im Erotik-Thriller Strictly Confidential (2024) mit Elizabeth Hurley, dem Regie-Debüt von deren Sohn Damian Hurley, übernahm Lock als Mia eine Hauptrolle.
In den deutschsprachigen Fassungen wurde sie unter anderem von Lea Kalbhenn in Evermoor sowie von Friedel Morgenstern in Sadie J synchronisiert.
2020 veröffentlichte sie den Gedichtband With Every Wave bei Jack Wild Publishing.

## Filmografie (Auswahl)
- 2011–2013: Sadie J (Fernsehserie)
- 2014: 5 Aside (Mini-Serie)
- 2014: Evermoor (Mini-Serie)
- 2015–2017: The Evermoor Chronicles (Fernsehserie)
- 2015: Social Suicide
- 2017: Doctors (Fernsehserie, zwei Episoden)
- 2018: The Killer Beside Me – Target on Her Back (Fernsehserie)
- 2019: When Fate Calls (Kurzfilm)
- 2019: Gilbert und Sadie (Sadie Sparks, Fernsehserie, Stimme)
- 2021: Me, Myself and Di
- 2022: York Witches’ Society
- 2024: Strictly Confidential
- 2024: A Good Girl’s Guide to Murder (Fernsehserie)

## Publikationen
- 2020: With Every Wave, Gedichte, Jack Wild Publishing, ISBN 978-0-578-73640-2